# Bingo (álbum)
Bingo es el cuarto álbum de estudio del grupo estadounidense The Whispers. Fue publicado en mayo de 1974 por Janus Records.

## Recepción de la crítica
Un escritor no especificado de la revista Cash Box declaró: “Distinguido por armonías impecables y un fuerte sentido de los arreglos y la dinámica, este LP se destaca por varias razones, una de las cuales es el excelente material que se encuentra en los ritmos. Bunny Sigler aparece al piano y lidera un elenco estelar de músicos que respaldan a The Whispers y que son increíbles de principio a fin”.

## Lista de canciones
| Lado uno |                            |                                         |          |  |
| N.º      | Título                     | Escritor(es)                            | Duración |  |
| 1.       | «A Mother for My Children» | Norman Harris Allan Felder Bunny Sigler | 3:15     |  |
| 2.       | «Someone's Waiting»        | Felder B. Sigler Harris                 | 3:37     |  |
| 3.       | «Will You Be Mine»         | Ronnie Baker Harris                     | 3:37     |  |
| 4.       | «Little Red Riding Hood»   | B. Sigler Felder James Sigler           | 3:40     |  |
| 5.       | «Bingo»                    | Felder B. Sigler Harris                 | 5:19     |  |

| Lado dos |                                |                                                 |          |  |
| N.º      | Título                         | Escritor(es)                                    | Duración |  |
| 1.       | «Once More with Feeling»       | Baker                                           | 3:22     |  |
| 2.       | «God Gave Me Everything»       | Harris Felder B. Sigler                         | 3:56     |  |
| 3.       | «Where There Is Love»          | Joseph B. Jefferson Bruce Hawes Charles Simmons | 3:53     |  |
| 4.       | «What More Can a Girl Ask For» | Felder Harris                                   | 3:40     |  |
| 5.       | «Don't Take Your Love»         | Ron Kersey Felder B. Sigler                     | 3:00     |  |
| 6.       | «Broken Home»                  | Harris Felder                                   | 3:28     |  |

## Créditos y personal
Créditos adaptados desde las notas de álbum de Bingo.
The Whispers
- Walter “Walt” Scott – tenor principal
- Wallace “Scotty” Scott – tenor principal
- Marcus Hutson – barítono
- Grado Leaveil – primer tenor
- Nicholas Caldwell – segundo tenor, barítono

Músicos adicionales
- Norman Harris – guitarra eléctrica
- Bobby Eli – guitarra eléctrica
- Ronnie Baker – bajo eléctrico
- Earl Young – batería
- Larry Washington – conga, bongó
- Ron Kersey – piano, órgano
- Bunny Sigler – piano
- Robert L. Cupit – bongó
- Vincent Montana – vibráfono

Personal técnico
- Ronnie Baker – productor en todas las canciones excepto «Where There Is Love»
- Norman Harris – productor en todas las canciones excepto «Where There Is Love»
- Earl Young – productor en todas las canciones excepto «Where There Is Love»
- Bunny Sigler – productor en «A Mother for My Children» y «God Gave Me Everything»
- Bruce Hawes – productor en «Where There Is Love»
- Charles Simmons – productor en «Where There Is Love»
- Bob Scerbo – supervisor
- Don Murray – ingeniero de audio
- Jay Mark – ingeniero de audio
- Carl Paruolo – ingeniero de audio
- Nimitr Sarikananda – masterización
- Jerry Pinckney – ilustración
- Paula Bisacca – diseño
- Neil Terk – director artístico